# Couloir du film

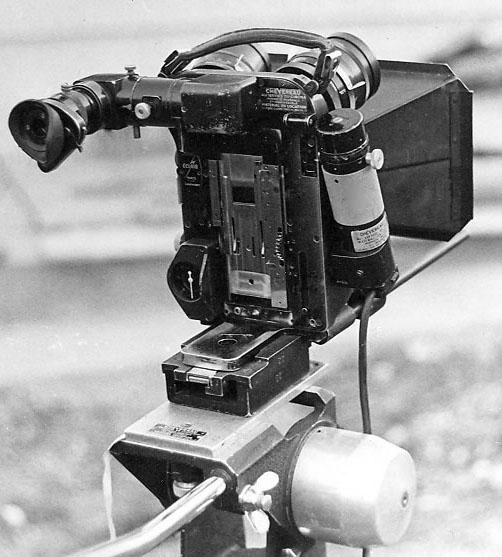
Caméflex 35 mm sans son magasin film. On peut ainsi distinguer le couloir, la fenêtre de cadrage du film, et les griffes d'entraînement.

Le couloir du film est la partie mécanique, présente aussi bien dans les caméras argentiques que dans les appareils de projection, par lequel la pellicule photographique, quel que soit son format, se déroule de manière saccadée pour recevoir (ou projeter) la succession de photogrammes qui assure l'acquisition (ou la restitution) d'un mouvement filmé (ou projeté). C'est aujourd'hui un terme technique muséologique.

## Description
Le film est maintenu en position dans le couloir par un presseur, discrètement quand il agit constamment (petites caméras et projecteurs), fortement quand il agit alternativement (caméras perfectionnées). Le couloir assure la parfaite planéité du film et sa stabilité verticale, qualités primordiales pour obtenir la meilleure définition de l'image. La forme incurvée qu'ont les couloirs de nombreuses caméras, et notamment les caméras argentiques de la dernière période, favorise aussi la planéité du film.